# Hočko Pohorje
Hočko Pohorje je naselje na Pohorju v Občini Hoče - Slivnica.